# Lanceur (baseball)
Pour les articles homonymes, voir Lanceur.

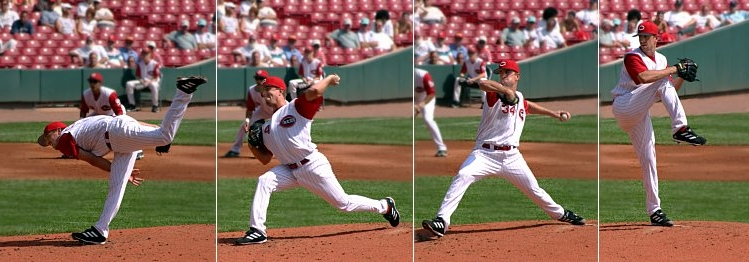
Brandon Claussen des Reds de Cincinnati.

Un lanceur est un joueur de baseball qui lance la balle vers la zone de prises près du frappeur. Son objectif est de retirer le frappeur sans qu'il puisse frapper un coup sûr ni profiter d'un but sur balles.

## Histoire
Pendant le XIXe siècle les équipes n'employaient que deux lanceurs partants. Ainsi les lanceurs pouvaient accumuler plus de 400 manches lancées et plus de 30 victoires et 30 défaites par saison. De nos jours les lanceurs ne commencent que de 30 à 35 parties par saison et en 2006, aucun lanceur n'a réussi à gagner 20 parties. Le record pour une saison est 59 victoires par Charles Radbourn en 1884, tandis qu'aucun lanceur n'a gagné plus de 24 parties par saison depuis 1991. 8 des 22 lanceurs ayant gagné 300 parties ont joué une saison avant 1900. En 1925, quatre autres lanceurs ont enregistré leur 300e victoire.
Entre 1925 et 1980 seuls trois lanceurs ont pu enregistrer 300 victoires ; Lefty Grove, Warren Spahn et Early Wynn. Grove et Wynn ont gagné exactement 300 parties tandis que Spahn a enregistré 363 victoires, établissant les records pour un lanceur gaucher et un lanceur de la Ligue nationale. Pour honorer ses performances, la Ligue majeure a créé le Prix Warren Spahn, octroyé au meilleur lanceur gaucher du baseball majeur.
Entre 1980 et 1990 8 lanceurs ont enregistré plus de 300 victoires, le premier étant Gaylord Perry en 1982. Ces lanceurs ont typiquement joué plus de 20 saisons et ont enregistré en moyenne 14 ou 15 victoires par saison, en comparaison avec Radbourn qui a gagné 309 parties en 11 saisons. Nolan Ryan a joué 27 saisons dans le baseball majeur , le record pour un lanceur et le record pour un joueur depuis 1900. Mais il n'a eu que 324 victoires en carrière, soit 12 victoires par saison, en comparaison avec 28 victoires par saison pour Radbourn. Depuis 2000 3 lanceurs ont enregistré leur 300e victoire, dont Roger Clemens qui entame sa 25e saison et a ses chances d'égaler le record de Ryan.

### Lanceurs de relève
Les lanceurs de relève sont devenus de plus en plus importants. Les lanceurs ne lancent plus beaucoup de matchs complets donc il reste des manches à être lancées par les lanceurs de relève. Depuis 1990 certains lanceurs sont devenus exclusivement des lanceurs de relève alors qu'avant 1990 les meilleurs lanceurs étaient toujours des lanceurs partants. Mariano Rivera et Trevor Hoffman sont deux bons exemples. Hoffman par exemple a joué 872 parties mais n'a jamais commencé une partie. Il a lancé 9331⁄3 manches, soit un peu plus d'une manche par apparition. De nos jours, il y a des spécialistes de la fin de la partie, comme Rivera, Hoffman, Rod Beck, John Wetteland et Éric Gagné. Le nombre de victoires n'est pas une bonne méthode d'évaluation d'un lanceur de relève parce que le score n'est pas à égalité quand il entre dans le match. Hoffman par exemple a 52 victoires pour 59 défaites, mais n'entre au match que quand son équipe mène ou le score est à égalité. Il ne peut donc pas gagner le match parce que l'équipe mène déjà, mais il peut le perdre. Également les lanceurs qui entrent au match quand leur équipe perd ne peuvent pas enregistrer une défaite, mais peuvent enregistrer une victoire. Les statistiques comme le nombre de sauvetages, le pourcentage de sauvetages, moyenne de points mérités et nombre de coups sûrs permis sont considérées comme plus importantes pour un lanceur de relève.

### Droitiers, gauchers et ambidextres
La plupart des lanceurs sont des droitiers. C'est pour cette raison qu'il y a un nombre élevé de frappeurs gauchers aux Ligues majeures. Statistiquement les frappeurs gauchers ont plus de chance contre les lanceurs droitiers. Également, un pourcentage élevé de lanceurs gauchers sont sélectionnés pour les équipes de Ligue majeure, pour combattre les frappeurs gauchers. De plus un lanceur gaucher pourra plus facilement relancer en première base et donc mieux éviter les vols de bases entre la première et deuxième base. Il est surtout important pour les lanceurs de relève qui sont souvent appelés pour lancer à deux ou trois frappeurs parce qu'il y a trois gauchers d'affilée ou trois droitiers d'affilée.
Les lanceurs ambidextres sont très rares. Le seul cas confirmé au XXe siècle dans les Ligues majeures de baseball est Greg Harris des Expos de Montréal, qui a fait une seule apparition où il a lancé de façon droitière et gauchère. Il y a eu trois cas confirmés pendant le XIXe siècle : Tony Mullane, Elton Chamberlain et Larry Corcoran. George Wheeler est aussi parfois mentionné comme lanceur ambidextre de la fin du XIXe siècle, mais la véracité de cette affirmation est débattue par les historiens du baseball. Pat Venditte, qui apprit dès l'enfance à lancer des deux bras, fait ses débuts professionnels en 2008, incitant les ligues mineures à créer un règlement sur les lanceurs ambidextres (officieusement appelée « règle Pat Venditte »). Il s'ajoute en 2015 à la liste restreinte des lanceurs ambidextres des majeures.

## Statistiques au monticule
La carrière d'un lanceur peut être évaluée par certaines statistiques
- Parties gagnées : Le nombre de fois que son équipe gagne la partie. Le point qui gagne la partie doit être marqué pendant que le lanceur est au monticule. Si le lanceur part et que son équipe perd ou s'il y a égalité mais l'équipe gagne la partie après les neuf manches, il reçoit une non-décision

- Pourcentage de victoires : Il s'agit du nombre de parties gagnées divisé par le total de parties gagnées et perdues. Par exemple Cy Young a gagné 511 parties et en a perdu 316. Le pourcentage est 511/(511+316) = 0,628.

- Moyenne de points mérités (en anglais: earned run average) : Cela veut dire la moyenne de points permis sur neuf manches. Par exemple Young a permis 2147 points en 7356 manches, le calcul est (2147/7356)*9 = 2,63

## Lanceurs célèbres
Il n'y a pas de lanceur unanimement reconnu comme le meilleur de l'histoire du baseball. Neuf lanceurs ont été élus dans l'équipe du siècle : Roger Clemens, Bob Gibson, Lefty Grove, Walter Johnson, Sandy Koufax, Christy Mathewson, Nolan Ryan, Warren Spahn et Cy Young.
Babe Ruth, élu dans l'équipe comme voltigeur, peut être ajouté mais il a participé à 163 parties comme lanceur, gagnant 94 parties et n'en perdant que 46.